# Joseph J. DioGuardi

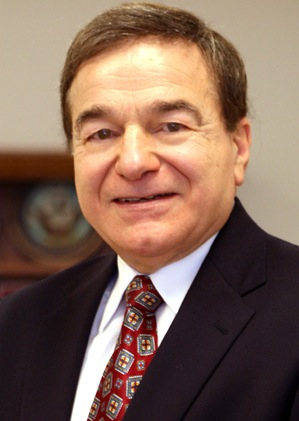
Joseph J. DioGuardi

Joseph J. DioGuardi (* 20. September 1940 in der Bronx, New York City) ist ein US-amerikanischer republikanischer Politiker arbëresh-albanischer Abstammung und ehemaliger Abgeordneter im Repräsentantenhaus der Vereinigten Staaten.

## Leben
Geboren in New York, zog Joseph DioGuardi 1957 mit seinen Eltern und Geschwistern in das Westchester County. Er ist Absolvent der Fordham Preparatory School und absolvierte 1962 mit Ehren die Fordham University. Seine Eltern waren Arbëreshë, Angehörige der albanischen Minderheit in Italien. Von 1963 bis 1969 diente er in der Armeereserve, danach war er bis 1984 als Wirtschaftsprüfer in New York tätig.
Von 1985 bis 1989 vertrat DioGuardi den 20. Wahldistrikt des Staates New York im Kongress. 1988 trat er zur Wiederwahl an, verlor aber gegen die Demokratin Nita Lowey, die durch erneute Wiederwahlen, ihr Mandat bis 2021 ausübte. In der Folge bewarb DioGuardi sich mehrfach um die Rückkehr ins Repräsentantenhaus, scheiterte aber 1992 beim erneuten Duell mit Nita Lowey sowie 1994 und 1996 jeweils in den Vorwahlen seiner Partei. 1996 trat er chancenlos als Kandidat der Conservative Party und der Right to Life Party an.
Im November 2010 trat DioGuardi bei der Senatswahl als Gegner der demokratischen Amtsinhaberin Kirsten Gillibrand für die Republikaner an und verlor.
DioGuardi ist ein Menschenrechtsaktivist für das Balkangebiet. Seit 1989 unternahm er alleine oder in Begleitung ranghoher US-Politiker 15 Besuche in die Region. Als Gründungsvorsitzender der „Albanian American Civic League“ setzt er sich stark für die albanische Bevölkerung in Albanien sowie auch im Kosovo ein. DioGuardi ist seit 1979 Ritter des Malteserordens. Seine Tochter ist die Musikproduzentin und Musikerin Kara DioGuardi.